# 2-butoxyethylacetaat
2-butoxyethylacetaat of butylglycolacetaat is een organische verbinding met als brutoformule C8H16O3. De stof komt voor als een kleurloze vloeistof met een kenmerkende geur, die matig oplosbaar is in water.

## Toepassingen
Door de goede oplosbaarheid in organische oplosmiddelen, wordt 2-butoxyethylacetaat in tal van industriële takken gebruikt. De belangrijkste toepassing is in de coating-industrie, waar het gebruikt wordt om de glans en vloeibaarheid van coatings te verbeteren. In kleine hoeveelheden wordt het ook gebruikt om de vloeibaarheid van cellulosenitraat, cellulose-ethers en verven te verbeteren. Verder wordt het ook verwerkt in kleurstoffen en inkten.

## Toxicologie en veiligheid
De stof kan waarschijnlijk ontplofbare peroxiden vormen. Ze reageert met sterk oxiderende stoffen en sterke basen, waardoor brand- en ontploffingsgevaar ontstaat.
2-butoxyethylacetaat is irriterend voor ogen, de huid en de luchtwegen. De stof kan effecten hebben op het bloed, met als gevolg beschadiging van bloedcellen en gestoorde werking van de nieren.